# 브랸스크주
브랸스크주(러시아어: Бря́нская о́бласть 브랸스카야 오블라스티[*]), 일명 브랸시치나(러시아어: Брянщина, IPA: [ˈbrʲænʲɕːɪnə])란 러시아의 연방주체 (주)이다. 그것의 행정중심은 브랸스크의 도시다. 2021년 인구 조사 기준 인구는 1,169,161명이다.

## 지리
북쪽으로는 칼루가주와 접하며 북서쪽으로는 스몰렌스크주, 동쪽으로는 오룔주, 서쪽으로는 벨라루스와 국경을 접하며, 남쪽으로는 우크라이나와 국경을 접한다.

### 시간대
모스크바 시간(MSK/MSD)에 놓여있다. UTC와의 시차는 +0300 (MSK)/+0400 (MSD)이다.

## 행정 구역

### 군
- 브라솝스키 군 (Брасовский)
- 브랸스키 군 (Брянский)
- 두브롭스키 군 (Дубровский)
- 댯콥스키 군 (Дятковский)
- 고르데옙스키 군 (Гордеевский)
- 카라쳅스키 군 (Карачевский)
- 클렌트냔스키 군 (Клетнянский)
- 클리몹스키 군 (Климовский)
- 클린촙스키 군 (Клинцовский)
- 코마리치스키 군 (Комаричский)
- 크라스노고르스키 군 (Красногорский)
- 므글린스키 군 (Мглинский)
- 나블린스키 군 (Навлинский)
- 노보지브콥스키 군 (Новозыбковский)
- 포쳅스키 군 (Почепский)
- 포가르스키 군 (Погарский)
- 로그네딘스키 군 (Рогнединский)
- 셉스키 군 (Севский)
- 스타로둡스키 군 (Стародубский)
- 수라시스키 군 (Суражский)
- 수젬스키 군 (Суземский)
- 트룹체프스키 군 (Трубчевский)
- 우네치스키 군 (Унечский)
- 비고니치스키 군 (Выгоничский)
- 지랴틴스키 군 (Жирятинский)
- 주콥스키 군 (Жуковский)
- 즐린콥스키 군 (Злынковский)

### 도시
- 브랸스크
- 클린치
- 노보집코프
- 스타로두프
- 셀초
- 포키노

## 인구
대부분의 주민이 러시아인이다.
| 민족           | 2002년도의 인구 수 (*보관됨 2012-01-26 - 웨이백 머신) |
| -------------- | ----------------------------------------------------- |
| 러시아인       | 1404,0                                                |
| 우크라이나인   | 20,2                                                  |
| 벨라루스인     | 7,7                                                   |
| 아르메니아인   | 3,6                                                   |
| 집시           | 3,6                                                   |
| 아제르바이잔인 | 2,4                                                   |
| 유대인         | 2,3                                                   |
| 타타르인       | 1,2                                                   |
| 몰도바인       | 1,2                                                   |

| 연도                | 인구      | ±%     |
| ------------------- | --------- | ------ |
| 1926                | 2,006,438 | —      |
| 1959                | 1,549,945 | −22.8% |
| 1970                | 1,581,950 | +2.1%  |
| 1979                | 1,506,850 | −4.7%  |
| 1989                | 1,474,785 | −2.1%  |
| 2002                | 1,378,941 | −6.5%  |
| 2010                | 1,278,217 | −7.3%  |
| 2021                | 1,169,161 | −8.5%  |
| Source: Census data |           |        |

인구: 1,169,161 (2021년 인구 조사); 1,278,217 (2010년 인구 조사); 1,378,941 (2002년 인구 조사); 1,474,785 (1989년 인구 조사).